# Покровка (Богодухівський район)
Покро́вка — село в Україні, у Коломацькій селищній громаді Богодухівського району Харківської області. Населення становить 350 осіб. До 2017 орган місцевого самоврядування — Покровська сільська рада.

## Географія
Село Покровка знаходиться на відстані 1 км від села Панасівка.

## Історія
- 1675 рік — засновано як село Варварівка.
- 1920 рік — перейменовано в село Покровка.
- 12 червня 2020 року, розпорядженням Кабінету Міністрів України № 725-р «Про визначення адміністративних центрів та затвердження територій територіальних громад Харківської області», увійшло до складу Коломацької селищної громади[1].
- 19 липня 2020 року, в результаті адміністративно-територіальної реформи і ліквідації Коломацького району, село увійшло до складу Богодухівського району.[2]